# Gerd Rahbek-Clemmensen
Gerd Vibeke Rahbek-Clemmensen (født 25 oktober 1950) er adm. direktør i Ecco Holding. Hun har siden 1999 været ansat i Ecco, hvor hun startede som jurist. Hun har desuden været juridisk direktør i selskabet. Hun har været medlem af Ecco bestyrelse siden 2012.
Siden 2014 har hun siddet i Schackenborg Fondens fem mand store bestyrelse. Fonden købte Schackenborg Slot af H.K.H Prins Joachim i 1. juli 2014. Schackenborg Fondens formål er at bevare Schackenborg Slot som en af landsdelens vigtigste historiske ejendomme. 
Gerd Vibeke Rahbek-Clemmensen var fra 1975 til 1976 landsformand for Konservativ Ungdom og var KU-landsformand nr. 31. Hun var den første, og indtil videre eneste, kvindelige landsformand for Konservativ Ungdom.